# Jordan (Canada)
Jordan is een historisch motorfietsmerk.
De Canadese constructeur Albert Jordan ontwikkelde in 1950 een 500cc-DOHC-kopklepmotor. Het kwam waarschijnlijk ook tot serieproductie, waarbij aandrijfonderdelen van andere merken werden gebruikt.
Er is nog een merk met de naam Jordan: zie Jordan (Taiwan)